# أندري سيمنكو
أندري سيمنكو (بالأوكرانية: Семенко Андрій Миколайович)‏ هو لاعب كرة قدم أوكراني في مركز الدفاع، ولد في 17 يوليو 1993 في فاستيف في أوكرانيا. لعب مع كولوس كوفاليفكا.

## وصلات خارجية
- أندري سيمنكو على موقع قاعدة بيانات كرة القدم.إي يو (الإنجليزية)
- أندري سيمنكو على موقع Soccerway.com (الإنجليزية)